# طرفدار (فیلم ۱۹۴۹)
طرفدار (انگلیسی: The Fan) فیلمی در ژانر درام به کارگردانی اتو پرمینجر است که در سال ۱۹۴۹ منتشر شد.